# Gardnerella leopoldii
Espèce
Gardnerella leopoldii est une espèce de la famille des Bifidobacteriaceae.
|

## Description
Les souches bactériennes de cette espèce Gardnerella leopoldii sont de coloration de Gram variable, pouvant être positives ou négatives. Elles sont en forme de coccobacilles d'une taille d'environ 0,5 µm de large et 1,5 µm de long. Elles sont capables de croître sur gélose chocolat avec une atmosphère contenant 5 % de CO2. Après deux à cinq jours, les colonies apparaissent sous la forme de têtes d'épingles blanches devenant des colonies grisâtres à surfaces lisses.
Les réactions biochimiques sont négatives pour les activités sialidase et β-galactosidase. 
Le contenu en bases nucléiques G+C est de 41,9 % à 43,2 %.

## Habitat
La souche type  de Gardnerella leopoldii a été isolée en octobre 2012 du vagin d'une femme à Gand en Belgique. 

## Taxonomie
Le nom correct complet (avec auteur) de ce taxon est Gardnerella leopoldii Vaneechoutte et al. 2019.
La souche type de cette espèce est la souche UGent 06.41 déposée dans des banques de cultures bactériennes sous les identifiants LMG 30814 et CCUG 72425. La séquence complète du génome de cette souche type est présente dans la base de données du NCBI sous le numéro d'accession CP029984.

### Étymologie
L'étymologie du nom de cette espèce est la suivante le.o.pol’di.i. N.L. gen. masc. n. leopoldii, de Leopold, nommé d'après Sidney Leopold, qui a décrit les premières souches de l'espèce.